# Bardas Esclero
Bardas Esclero (em grego: Βάρδας Σκληρός; romaniz.: Bardas Skleros; em latim: Bardas Sclerus; 2 de abril de 991) foi um general bizantino que liderou uma grande revolta contra o imperador Basílio II Bulgaróctono entre 976 e 979.

## Nome
Bardas (Βάρδας, Bárdas) é a forma latina e grega do armênio Varde (Վարդ, Vard), que pode ter derivado do parta vard- (em iraniano antigo *vr̥da-), "rosa", ou do iraniano antigo vard-, "virar".

## Contexto
Bardas pertencia à grande família Esclero, que tinha enormes propriedades na fronteira oriental da Ásia Menor. Sua mãe, Gregória, descendia do irmão de Basílio II, Bardas. Sua reputação foi impulsionada no início de sua carreira após uma brilhante defesa de Constantinopla contra o exército de Esvetoslau I em 970. Durante a Batalha de Arcadiópolis, Bardas supostamente conseguiu ferir ou matar até 20 mil russos, ao custo de apenas vinte e cinco vidas gregas (veja Guerra rus'-bizantina de 970-971).
Depois disso, Bardas se tornou cunhado e um confiável conselheiro de João I Tzimisces, que também era descendente de armênios. Com a morte de João, Esclero aspirava substituí-lo no trono, porém, o eunuco Basílio Lecapeno, que de fato administrava o império, tinha outros planos e depôs Bardas de sua posição de doméstico das escolas (comandante-em-chefe do exército bizantino) em 975.
De acordo com Miguel Pselo, Esclero era "um homem que não era apenas um planejador competente, mas extremamente inteligente para levar adiante seus esquemas, tinha uma enorme riqueza (algo imprescindível para quem almejava o trono), prestígio do sangue real e do sucesso nas grandes guerras, com toda a casta militar ao seu lado para ajudá-lo em seu objetivo".

## Revolta

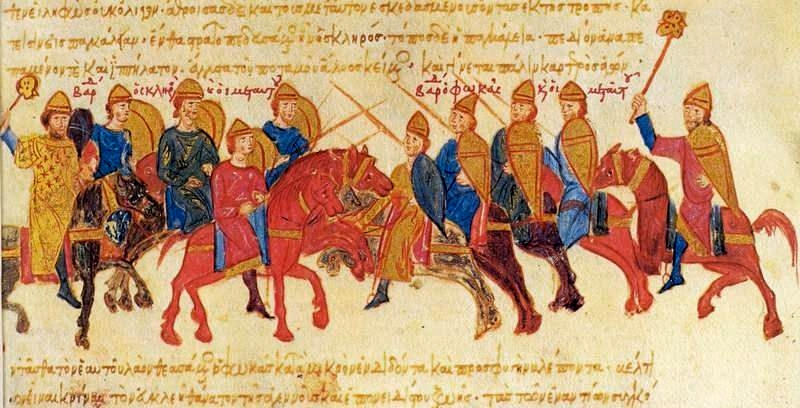
Confronto entre os exércitos de Esclero e Bardas Focas.
Iluminura do Escilitzes de Madrid.

Ao saber da notícia de sua deposição, Esclero imediatamente entrou em acordo com os governantes armênios, georgianos e até mesmo muçulmanos, que juraram apoiar suas reivindicações à coroa. Ele também conseguiu iniciar uma revolta entre seus parentes e aliados nas províncias da Ásia Menor, rapidamente se tornando o senhor de Cesareia, Antioquia e a maior parte da Anatólia.
Após diversos comandantes da marinha terem desertado para o lado de Esclero, ele marchou rapidamente para Constantinopla, ameaçando bloquear o Dardanelos. Os rebeldes então erraram pela primeira vez ao despachar a marinha rebelde para seguir a frota de Basílio até a Grécia, onde os seus navios foram dispersados sem maiores dificuldades. Tendo perdido a supremacia naval, Esclero imediatamente cercou a cidade de Niceia, que era considerada chave para tomar a capital. A cidade foi defendida por um certo Manuel Erótico Comneno, pai do futuro imperador Isaac I Comneno e progenitor da dinastia Comnena.
Enquanto isso, Basílio reconvocou Bardas Focas, o Jovem, do exílio, um general que havia se revoltado no reinado anterior e que havia sido internado num mosteiro por sete anos. Focas foi para Sebasteia, no oriente, onde sua família era baseada. Ele entrou então em acordo com Davi III de Tao, que emprestou-lhe 12 000 cavaleiros georgianos sob o comando de João Tornício.
Esclero então deixou Niceia, marchou para o oriente e derrotou Focas em duas batalhas, mas foi derrotado na última. Em 24 de março de 979, os dois se enfrentaram em combate singular, com Esclero cortando a orelha direita do cavalo de Focas com sua lança antes de receber uma grave ferida na cabeça. Os rumores sobre a sua morte colocaram seu exército em confusão e o próprio Esclero conseguiu se abrigar entre seus aliados muçulmanos. A partir daí a revolta foi sufocada sem dificuldades.

## Últimos anos
Após as demais potências asiáticas terem se recusado a apoiar novas ações contra Constantinopla, Esclero e sua família fugiram para Bagdá em 980, onde permaneceram num cativeiro honroso na corte do califa abássida por seis anos, sonhando em invadir o Império Bizantino. Em 987, Esclero foi finalmente reconvocado por Focas, que aproveitou-se das guerras búlgaras para tentar tomar a coroa. Esclero imediatamente juntou um exército para apoiar a causa de Focas, mas seus planos de se aproveitar da desordem foram frustrados quando Focas mandou prendê-lo.
Com a morte de Focas em Abidos em 989, Esclero o sucedeu como líder da revolta: "A verdade era, os homens que tinham se alistado no exército de Esclero não tinham mais sua lealdade dividida: cada um deles havia sido declarado rebelde. O líder deles inspirava-lhes com sua própria determinação e os juntou num corpo coerente. Com favores, ele conseguiu sua lealdade, mas, com sua gentileza, ele conseguiu sua devoção. Ele reconciliou suas diferenças e, na mesma mesa que seus homens, bebeu do mesmo copo, chamou-os pelo nome e, com seus elogios, conseguiu sua fidelidade" (Miguel Pselo).
A data de sua rendição às autoridades é tema de disputa, assim como as circunstâncias. Em 991, Esclero, cego e derrotado, residindo na época num semi-cativeiro na Trácia, foi visitado pelo imperador Basílio II Bulgaróctono, que estava a caminho da Bulgária. O famoso rebelde aceitou o título de curopalata e morreu dias depois, em 2 de abril.

## Família
Um neto de Bardas Esclero, Basílio Esclero, se casou com a irmã do imperador Romano III Argiro. Uma das filhas de Basílio se casou com Constantino IX Monômaco, que se tornaria imperador, e uma das netas dele se tornaria também amante de Constantino. Uma dessas mulheres é a avó de Vladimir II Monômaco.